# Halosbaena acanthura
Halosbaena acanthura är en kräftdjursart som beskrevs av Jan Hendrik Stock 1976. Halosbaena acanthura ingår i släktet Halosbaena och familjen Halosbaenidae. Inga underarter finns listade i Catalogue of Life.